# Vivi Andreasen
Vivi Andreasen (* 13. Juni 1976) ist eine ehemalige färöische Fußballspielerin.

## Verein
Andreasen spielte ihre gesamte Karriere bei KÍ Klaksvík. Ihr erstes Spiel absolvierte sie 1992 im Alter von 16 Jahren in der ersten Liga bei der 0:4-Auswärtsniederlage gegen Skála ÍF am zehnten Spieltag. In der Saison kam sie nur ein weiteres Mal zum Einsatz. Ab 1994 zählte sie zu den Stammspielerinnen. Obwohl sie ab 1997 ausschließlich als Torhüterin eingesetzt wurde, agierte sie zuvor bis auf wenige Ausnahmen als Feldspielerin. So erzielte sie am 13. Spieltag der Saison 1994 beim 4:0-Auswärtssieg gegen SÍ Sumba mit ihrem ersten Ligator den Führungstreffer. Den ersten Meistertitel errang sie 1997 an der Seite von Rannvá Biskopstø Andreasen, Malena Josephsen, Annelisa Justesen und Ragna Biskopstø Patawary. Nach einer einjährigen Spielpause gelang 2000 das Double aus Meisterschaft und Pokal (2:0 gegen HB Tórshavn), wobei Andreasen nicht im Pokal zum Einsatz kam. Es folgten noch drei weitere Meistertitel (unter anderem mit Bára Skaale Klakstein) sowie zwei weitere Pokalsiege.

### Europapokal
Für den Verein bestritt sie sieben Spiele im UEFA Women’s Cup, das erste davon 2001/02 in der Vorrunde beim 0:4 gegen Torres Terra Sarda. Die 3:5-Niederlage gegen FC Codru Anenii Noi in der Vorrunde der Saison 2003/04 war ihr letztes internationales Spiel.

## Erfolge
- 5× Färöischer Meister: 1997, 2000, 2001, 2002, 2003
- 2× Färöischer Pokalsieger: 2002, 2003